# Hugglescote
Hugglescote är en ort i Storbritannien.   Den ligger i grevskapet Leicestershire och riksdelen England, i den södra delen av landet, 160 km nordväst om huvudstaden London. Hugglescote ligger 146 meter över havet och antalet invånare är 4 189.
Terrängen runt Hugglescote är platt, och sluttar västerut. Runt Hugglescote är det tätbefolkat, med 343 invånare per kvadratkilometer. Närmaste större samhälle är Leicester, 18,0 km öster om Hugglescote. Trakten runt Hugglescote består till största delen av jordbruksmark.